# Stoneham (Massachusetts)
Stoneham és una població dels Estats Units a l'estat de Massachusetts. Segons el cens del 2007 tenia 21.508 habitants.

## Demografia
Segons el cens del 2000, Stoneham tenia 22.219 habitants, 9.050 habitatges, i 5.873 famílies. La densitat de població era de 1.394,9 habitants/km².
Dels 9.050 habitatges en un 26,7% hi vivien nens de menys de 18 anys, en un 53,1% hi vivien parelles casades, en un 8,8% dones solteres, i en un 35,1% no eren unitats familiars. En el 30,1% dels habitatges hi vivien persones soles el 13,3% de les quals corresponia a persones de 65 anys o més que vivien soles. El nombre mitjà de persones vivint en cada habitatge era de 2,42 i el nombre mitjà de persones que vivien en cada família era de 3,07.
Per edats la població es repartia de la següent manera: un 21% tenia menys de 18 anys, un 5,9% entre 18 i 24, un 30,4% entre 25 i 44, un 24,3% de 45 a 60 i un 18,5% 65 anys o més.
L'edat mediana era de 41 anys. Per cada 100 dones de 18 o més anys hi havia 85,6 homes.
La renda mediana per habitatge era de 56.605 $ i la renda mediana per família de 71.334$. Els homes tenien una renda mediana de 46.797 $ mentre que les dones 37.274$. La renda per capita de la població era de 27.599$. Entorn del 3% de les famílies i el 4,1% de la població estaven per davall del llindar de pobresa.